# Hieracium litwinowianum
Hieracium litwinowianum es una especie de planta con flor del género Hieracium, de la familia Asteraceae, orden Asterales.

## Distribución
Hieracium litwinowianum se distribuye por el Cáucaso Norte y Transcaucasia.

## Taxonomía
Fue descrita científicamente por Zahn.